# Miss Universo España 2019
Miss Universo España 2019 fue la 7.ª edición del certamen Miss Universo España. La gala, dirigida por José Luis Sixto y coreografiada por Gregory Campillo, se llevó a cabo el miércoles, 18 de septiembre de 2019 en el Teatro Kapital en la ciudad de Madrid en España. Al final del evento Ángela Ponce,Miss Universo España 2018 coronó a Natalie Ortega de Barcelona, como sucesora al final del evento. 
La ganadora representó a España en Miss Universo 2019.

## Resultados
| Posiciones                | Candidata |
| ------------------------- | --- |
| Miss Universo España 2019 | - Barcelona - Natalie Ortega |
| Primera finalista         | - Murcia - Athenea Pérez |
| Segunda finalista         | - Barcelona - Claudia Coba |
| Top 9                     | - Alicante - María José Mínguez - Baleares - Karina Valero - Archivo:Bandera de Madrid.svg Madrid - Alicia Martínez - Archivo:Bandera de Madrid.svg Madrid - Keyla González - Sevilla - Desirée Brampton - Tenerife - Sara San Mantín |

### Premios especiales
Las siguientes premiaciones fueron otorgadas en la noche final
| Premio Especial                                         | Candidata                |
| ------------------------------------------------------- | ------------------------ |
| Miss Actitud (votado por las candidatas del concurso)   | Murcia - Athenea Pérez   |
| Miss Elegancia (votado por un panel de la organización) | Granada - Violeta Toloba |
| Miss Sonrisa Smile Studio                               | Barcelona - Claudia Coba |
| Miss Figura                                             | Ceuta - Mariam Ghalmi    |

## Candidatas
18 candidatas compitieron en Miss Universo España 2019, las cuales fueron elegidas por cástines o concursos provinciales.
| N.º | Provincia                            | Candidata                             | Edad | Altura          | Ciudad Natal       |
| --- | ------------------------------------ | ------------------------------------- | ---- | --------------- | ------------------ |
| 1   | Albacete                             | Ada Sandra Inmaculada Quintana        | 22   |                 | Albacete           |
| 2   | Archivo:Bandera de Madrid.svg Madrid | Aitana Bouza Houdelleh Bari           | 19   | 1,80 m (5′ 11″) | Madrid             |
| 3   | Las Palmas                           | Aitana Expósito González              | 18   |                 | Fuerteventura      |
| 4   | Archivo:Bandera de Madrid.svg Madrid | Alicia Martínez Borries               | 24   |                 | Madrid             |
| 5   | Murcia                               | Andrea López López                    | 20   | 1,82 m (6′ 0″)  | Murcia             |
| 6   | Tarragona                            | Anna Carolina Aznar Salvadó           | 25   | 1,72 m (5′ 8″)  | Cunit              |
| 7   | Murcia                               | Athenea Paulinha Pérez Nsué           | 22   | 1,78 m (5′ 10″) | Murcia             |
| 8   | Murcia                               | Carmen Pérez Delgado                  | 23   |                 | Murcia             |
| 9   | Barcelona                            | Claudia Jia Coba Sánchez              | 22   | 1,84 m (6′ 0″)  | San Pedro de Ribas |
| 10  | Baleares                             | Karina Valero Tieles                  | 23   | 1,73 m (5′ 8″)  | Mallorca           |
| 11  | Archivo:Bandera de Madrid.svg Madrid | Keyla González Esposito               | 18   | 1,82 m (6′ 0″)  | Madrid             |
| 12  | Sevilla                              | María Desirée Brampton Rodríguez      | 20   | 1,83 m (6′ 0″)  | Sevilla            |
| 13  | Alicante                             | María José Mínguez Pérez              | 26   | 1,76 m (5′ 9″)  | Orihuela           |
| 14  | Ceuta                                | Mariam Heba Quintana Ghalmi           | 26   | 1,76 m (5′ 9″)  | Ceuta              |
| 15  | Barcelona                            | Natalie Ortega Tafjord                | 19   | 1,80 m (5′ 11″) | Barcelona          |
| 16  | Tenerife                             | Sara San Mantín Rodríguez             | 26   | 1,80 m (5′ 11″) |                    |
| 17  | Barcelona                            | Samira de los Ángeles Boutros Khouri  | 20   | 1,70 m (5′ 7″)  | Barcelona          |
| 18  | Granada                              | Violeta Mikhailovna Toloba Nesterenko | 20   | 1,76 m (5′ 9″)  | Granada            |

## Datos acerca de las delegadas
- Algunas de las delegadas del Miss Universo España 2019 han participado, o participarán, en otros certámenes de importancia nacionales e internacionales:
  - Athenea Pérez (Murcia) participó en Miss World Spain 2013.
  - Desirée Brampton (Sevilla) fue segunda finalista en Miss World Sevilla 2015.
  - Anna Aznar (Tarragona) fue semifinalista en Miss Universo España 2017 y primera finalista en Miss World Spain 2018.
- Algunas de las delegadas nacieron o viven en otro país al que representaron, o bien, tienen un origen étnico distinto:
  - Claudia Coba (Barcelona) tiene ascendencia china y cubana.
  - Natalie Ortega (Barcelona) es mitad noruega.
  - Samira Boutros (Barcelona) nació en Venezuela y tiene ascendencia árabe.
  - Mariam Ghalmi (Ceuta) es mitad marroquí.
  - Violeta Toloba (Granada) tiene ascendencia rusa.
  - Karina Valero (Islas Baleares) y Keyla González nacieron en Cuba.
  - Athenea Pérez (Murcia) es mitad ecuatoguineana.
  - Desirée Brampton (Sevilla) tiene ascendencia británica por el lado paterno y reside en el Reino Unido.